# Troubled Asset Relief Program
Das Troubled Asset Relief Program (TARP) war ein Programm, mit dem die Regierung der Vereinigten Staaten Anteile an Finanzinstituten aufkaufte, um den Untergang des Finanzsystems zu verhindern. Das dafür von US-Präsident George W. Bush am 3. Oktober 2008 unterzeichnete Gesetz lief Dezember 2014 aus. Es war die größte der Maßnahmen, die die US-Regierung 2008 ergreifen musste, um die Subprimekrise (in Folge ihres spekulativ aufgeblähten Immobilienmarkts) zu überstehen. Für das Programm waren bis zu 700 Mrd. US$ bewilligt worden, die dann mit dem Dodd–Frank Act auf 475 Mrd. US$ reduziert wurden.
Es war befürchtet worden, dass der Staat seine Anteile an Firmen wie GM, AIG und Citigroup viele Jahre halten müsste; tatsächlich haben diese Unternehmen ihre Aktien bereits vom US-Finanzministerium zurückgekauft, um aus dem TARP auszusteigen. Im März 2010 zahlte GM mehr als 2 Mrd. US$ an die USA und Kanada zurück, und am 21. April hatte GM die Staats-Darlehen samt Zinsen zurückgezahlt, insgesamt 8,1 Mrd. US$. Die Anteile der Citigroup konnte die US-Regierung mit Gewinn verkaufen.
Während ursprünglich befürchtet worden war, das Not-Programm werde die USA 356 Mrd. US$ kosten, wurde mit dem Verkauf des letzten Anteils an Ally Financial und Auslaufen des Programms Gesamtkosten von 426,4 Mrd. US$ Einnahmen von 441,7 Mrd. US$ gegenübergestellt. Diese Summe ist deutlich niedriger als die Kosten, welche die US-Steuerzahler während der Savings-and-Loan-Krise in den 1980er Jahren bezahlen mussten: die Kosten jener Krise während der Reagan/Bush-Ära hatten 3,2 % des BSP betragen, während das Wall Street Journal den (nicht ins Ausland verlagerbaren) Anteil der Subprimekrise am BSP auf weniger als 1 % schätzt.
Ein vergleichbares Programm zur Rettung der US-Finanzwirtschaft wurde in den 1930er Jahren von der Reconstruction Finance Corporation (RFC) verwaltet.